# Бонапартисты
Бонапартисты  — французская политическая партия XIX века, отстаивавшая воссоздание Французской империи во главе с одним из членов семейства Бонапартов.
Бонапартистское движение возникло сразу после смерти Наполеона I в 1821 г. В 1821—1822 годах состоялись вооружённые выступления в Сомюре, Бельфоре и Туаре под руководством различных лиц, в том числе Бертона и Карона.
После смерти Орлёнка в 1832 году претендентом на престол стал Наполеон III (Луи-Шарль Бонапарт), племянник Наполеона I. Он дважды пытался поднять вооружённые мятежи, а в 1848 году, после свержения короля, был избран президентом Французской республики. В 1852 году он провозгласил себя императором.
После падения Второй империи, руководимые Руэром, носившим звание «вице-императора», бонапартисты образовали сильную партию. Неожиданная смерть принца Наполеона Эжена, убитого зулусами 1 июня 1879 года, нанесла ей жестокий удар.
Клерикальная фракция бонапартистов, возглавляемая Кассаньяком, отказалась признать своим главой ненавидимого ею принца Наполеона Жозефа, провозгласила претендентом старшего сына последнего — Виктора и тем внесла раздор в свою собственную партию.
15 января 1883 года принц Наполеон Жозеф обнародовал манифест к французскому народу, напоминая ему о правах и задачах своего дома, но добился этим только того, что подвергся кратковременному тюремному заключению. По результатам выборов 1885 года, происходивших под свежим впечатлением ненавистной народу Тонкинской экспедиции и торгово-промышленного застоя, бонапартисты получили 80 мест в парламенте. Но это, очевидно, испугало правительство, и законом от 23 июня 1886 года о претендентах оба главы бонапартистов, принц Наполеон Жозеф и принц Виктор, были изгнаны из Франции. После смерти принца Наполеона Жозефа в Риме 17 марта 1891 года главою партии, вопреки завещанию принца, остался его сын Виктор.
К началу XX века бонапартизм перестал быть политической силой, претендующей на власть. Однако на бонапартистских позициях стояла Лига патриотов, бонапартистская идеология проявлялась в ультраправых «мятежных лигах» — особенно Патриотической молодёжи Пьера Теттенже, Французской солидарности Франсуа Коти и Жана Рено.

## Необонапартизм
В начале 1990-х в Авиньоне было создано движение «Бонапартистское собрание» (Rassemblement Bonapartiste). Одновременно возникла Бонапартиская федерация Франш-Конте. Это были небольшие, но достаточно активные группы. В конце 1990-х Бонапартистское собрание распалось, но 19 февраля 1997 года был зарегистрирован Центр изучения и исследования бонапартизма. В 2003 году при содействии этого центра возникло республиканское политическое движение «Бонапартистская Франция» (France Bonapartiste) во главе с Давидом Сафоркадой. Это движение настаивает, что «является продолжателем дела генерала Бонапарта, а не императора Наполеона». Основные его лозунги — «Демократия, Гражданственность, Независимость, Твёрдая власть, Общественный прогресс». Оно выступает за Европу независимых государств и против усиления европейской интеграции, а в восточноевропейских странах имеет своё представительство — Восточный Бонапартистский Комитет (ВБК), в который, как правило, объединены потомки офицеров и рядовых Великой Армии Наполеона, оставшиеся после 1812 г. в России.